# Metagraphinotus arlei
Metagraphinotus arlei is een hooiwagen uit de familie Gonyleptidae.